# Nitro (RTL)
Pour les articles homonymes, voir Nitro.
Nitro, est une chaîne de télévision thématique privée allemande appartenant à RTL Deutschland.

## Identité visuelle

### Logos

Logo de Nitro depuis le 30 juillet 2017
Logo de Nitro HD
Logo de RTL Nitro du 1er avril 2012 au 30 juillet 2017
Logo de RTL Nitro HD du 1er avril 2012 au 30 juillet 2017

### Slogans
- 2012 : « Fernsehen für Helden » (« La télévision pour les héros »)

## Organisation

### Dirigeants
Directeur général :
- Anke Schäferkordt : depuis le 1er avril 2012

### Capital
Le capital de Nitro est détenu à 100 % par RTL Deutschland, filiale à 100 % de RTL Group.

### Siège
L'entreprise a son siège à Cologne.

## Programmes

### Séries
En plus de longs métrages, Nitro propose des séries allemandes et américaines :
- Modern Family
- Nurse Jackie
- The Office
- CSI: Den Tätern auf der Spur
- Les Experts : Manhattan (CSI: NY)
- Les Experts : Miami (CSI: Miami)
- New York, police judiciaire (Law and Order)
- Alerte Cobra
- Le Clown
- Balko
- Rome
- Chase
- 24 heures chrono
- Happy Days
- Papa bricole
- K 2000
- Simon & Simon
- MASH
- Papa Schultz
- MacGyver ...

## Diffusion
Nitro est diffusée sur la télévision numérique terrestre allemande, le câble, le  satellite Astra et sur la télévision IP de Vodafone.